# Parakodaika angolae
Parakodaika angolae is een hooiwagen uit de familie Assamiidae.